# Erich Peter Klement

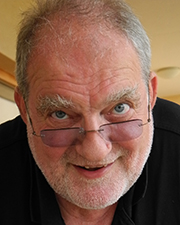
Erich Peter Klement im Jahr 2012

Erich Peter Klement (* 14. Mai 1949 in Gmunden, Oberösterreich) ist ein österreichischer Wissenschafter. Er ist Professor für Mathematik an der Johannes Kepler Universität (JKU) Linz i. R.

## Leben
Erich Peter Klement schloss sein Mathematik-Studium an der Universität Innsbruck 1971 ab. Schon während seines Studiums arbeitete er als wissenschaftliche Hilfskraft am Institut für Mathematik an der JKU, nach seiner Promotion dann als Assistent (1971–1993). 1981 habilitierte er sich im Fach Mathematik, ab 1993 war er außerordentlicher Professor und seit 1998 ist er Universitätsprofessor.
Längere Forschungsaufenthalte führten ihn unter anderem an die University of California, Berkeley (1979), an die Université Aix-Marseille II (1981, 1988) und an das Tokyo Institute of Technology (1987). Weiters lehrte er als Gastdozent an der Universität für Bildungswissenschaften Klagenfurt (1982) und als Gastprofessor an der University of Cincinnati (1983) sowie an der Università degli Studi di Trento (1993).
Als österreichischer Pionier auf dem Gebiet der Fuzzy Logic gründete er 1991 das Fuzzy Logic Laboratorium Linz-Hagenberg. Von 1998 bis 2003 war er Vorsitzender des Senats der JKU und von 2009 bis 2013 Dekan der Technisch-Naturwissenschaftlichen Fakultät der JKU. Er war außerdem Mitglied des Österreichischen Fachhochschulrats (2007 bis 2012), des Oberösterreichischen Rats für Forschung und Technologie (2003 bis 2013) und des Hochschulrats der Privaten Pädagogischen Hochschule der Diözese Linz (2006 bis 2011). Er ist Mitglied des Wissenschaftlichen Beirats des oberösterreichischen Think Tanks ACADEMIA SUPERIOR – Gesellschaft für Zukunftsforschung.
Er ist Mitglied der katholischen Studentenverbindungen KÖHV Leopoldina Innsbruck (seit 1968) und KaV Austro-Danubia Linz (seit 1971) im ÖCV.

## Arbeits- und Forschungsschwerpunkte
- Mathematische Grundlagen der Fuzzy Logic
- Aggregations-Funktionen (insbesondere t-Normen und Copulas)
- Fuzzy Logic in der Maß- und Integrationstheorie, der Stochastik und der Spieltheorie
- Industrielle Anwendungen (Fuzzy Control, Signal- und Bildverarbeitung)

## Preise
- Goldenes Ehrenzeichen des Landes Oberösterreich (2004)
- Medaille der Stavebná Fakulta der Slovenská Technická Univerzita, Bratislava (2003)
- Oberösterreichischer Landeskulturpreis für Naturwissenschaften (2001)
- Theodor-Körner-Preis für Wissenschaft (1982)